# 大井川
大井川（おおいがわ）は、静岡県を流れる河川。一級水系大井川の本流。

## 地理
南アルプス南部、静岡県・長野県・山梨県の県境付近にある間ノ岳に源を発し、赤石山脈・白根山脈の間を南下。静岡県焼津市大井川と榛原郡吉田町の境界から駿河湾に注ぐ。

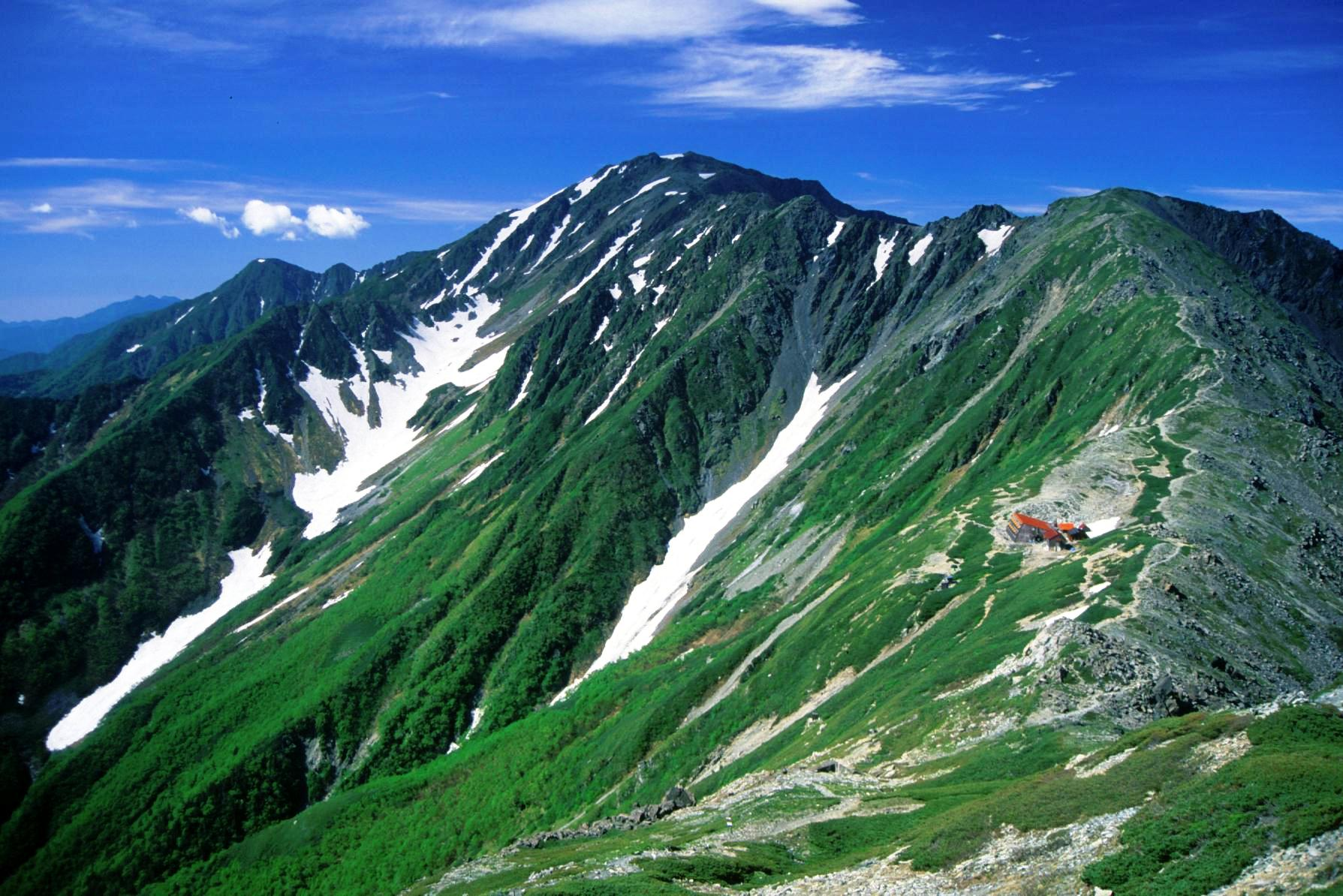
間ノ岳
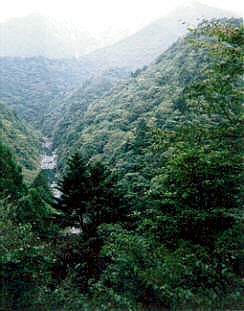
接岨峡 大井川鐵道井川線車中より撮影
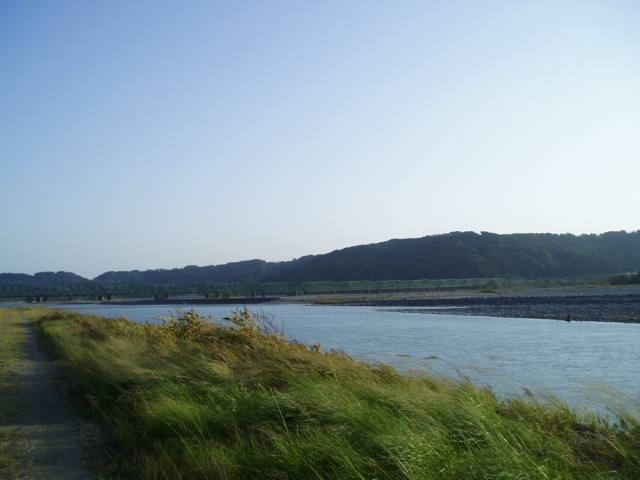
東海道の大井川における川越地点。 往時は撮影地点や対岸の河原も水面下にあった。

### 流域の自治体
静岡県
静岡市、榛原郡川根本町、島田市、藤枝市、焼津市、榛原郡吉田町

## 川名の由来
古くは湧水のことを「井」と、用水路や流れのことを「井水」と呼ぶから、大井川は「偉大な水」「大きな水の流れ」という意味を持つ瑞祥地名であると考えられる。大井川の名は『日本書紀』に既にあり、江戸時代には全国に知れ渡っていた。

## 大井川開発史
大井川は南アルプスの険しい山岳地帯を流下する。流域の平均年降水量は3,100 mmと多雨地域に当たるため、古くから水量の豊富な河川であった。加えてフォッサマグナの崩落地帯が上流にあるため土砂流出量も多く、広大な河原を形成してきた。
特に中流部は大蛇行地帯であり、「鵜山の七曲り」と呼ばれる蛇行地帯も形成されている。また、大井川は国境としても利用され、古くは駿河国と遠江国の境界線とされていた。奈良時代頃までの大井川の本流は現在より北に蛇行しており、現在の栃山川の流路を流れていた。後に大井川の流路変更に従って、駿河国の領域は少し広がることになった。

### 近世・近代の治水

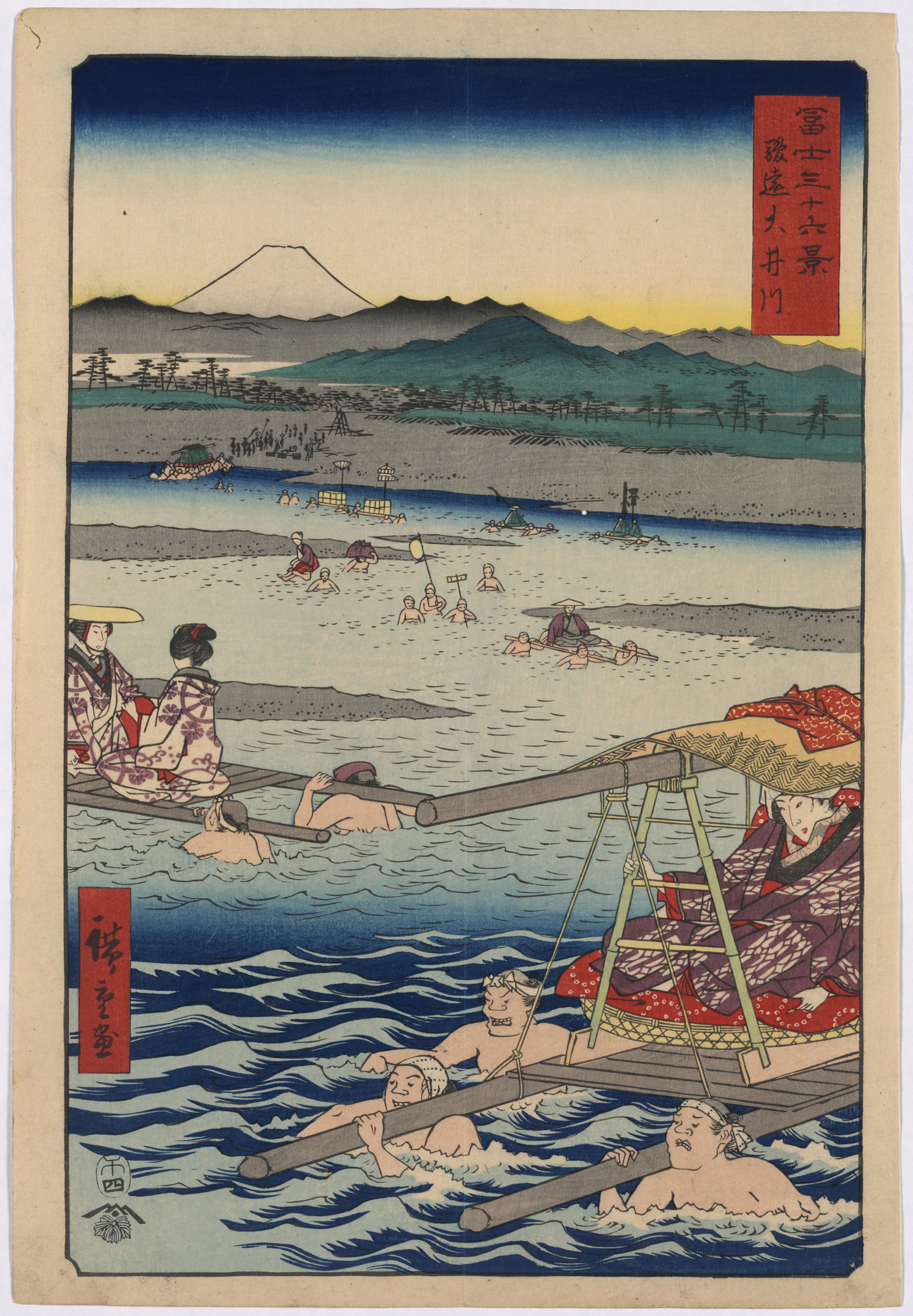
歌川広重『不二三十六景』「駿遠大井川」(1858年)

1590年（天正18年）、駿河・遠江・三河・甲斐・信濃五ヶ国を領有していた徳川家康は小田原征伐の後、北条氏の旧領であった関東への移封を豊臣秀吉より命令された。この後、駿河には中村一氏が17万石の駿府城主として、遠江には堀尾吉晴が浜松12万石、山内一豊が掛川6万石として領有するなど秀吉恩顧の大名が封じられた。これは家康を仮想敵とした秀吉による東海道封じ込め政策の一環であった。同年、中村一氏、山内一豊らにより牛尾山の東側を掘削し、当時牛尾山の西側を流れていた大井川の流路を東側へ変更する天正の瀬替えが行われている。
1600年（慶長5年）関ヶ原の戦いにおいて東海道筋の大名は秀吉の思惑に反し揃って東軍・徳川方に付いたため、戦後、一豊が土佐へ加増転封したのを始め、堀尾・中村等の諸大名は西日本へ転封となった。その後東海道筋は天領・親藩・譜代大名で固められ江戸の防衛に当てられた。この際、大井川に関しても、江戸の防衛に加え家康の隠居城であった駿府城の防衛の役目を果たすため、架橋はおろか渡し船も厳禁とされ、大名・庶民を問わず、大井川を渡河する際には川札を買い、馬や人足を利用して輿や肩車で渡河した川越（かわごし）が行われた。このため、大井川は東海道屈指の難所とされ、「箱根八里は馬でも越すが、越すに越されぬ大井川」と詠われた。もちろん、これは難所・大井川を渡る苦労を表現した言葉である。
なお、従来幕府が架橋や渡船を禁じたのは、1626年（寛永3年）に徳川忠長が幕府に無断で船橋を設置し後の改易の原因の一つになったこともあり、大井川を外堀として江戸を守る防衛上の理由が主だとされていたが、近年の研究では、昔の大井川は水量が多く流れも急だったため、架橋には向かなかった、川越による川会所や宿場町の莫大な利益を守るためであった、とも言われている。

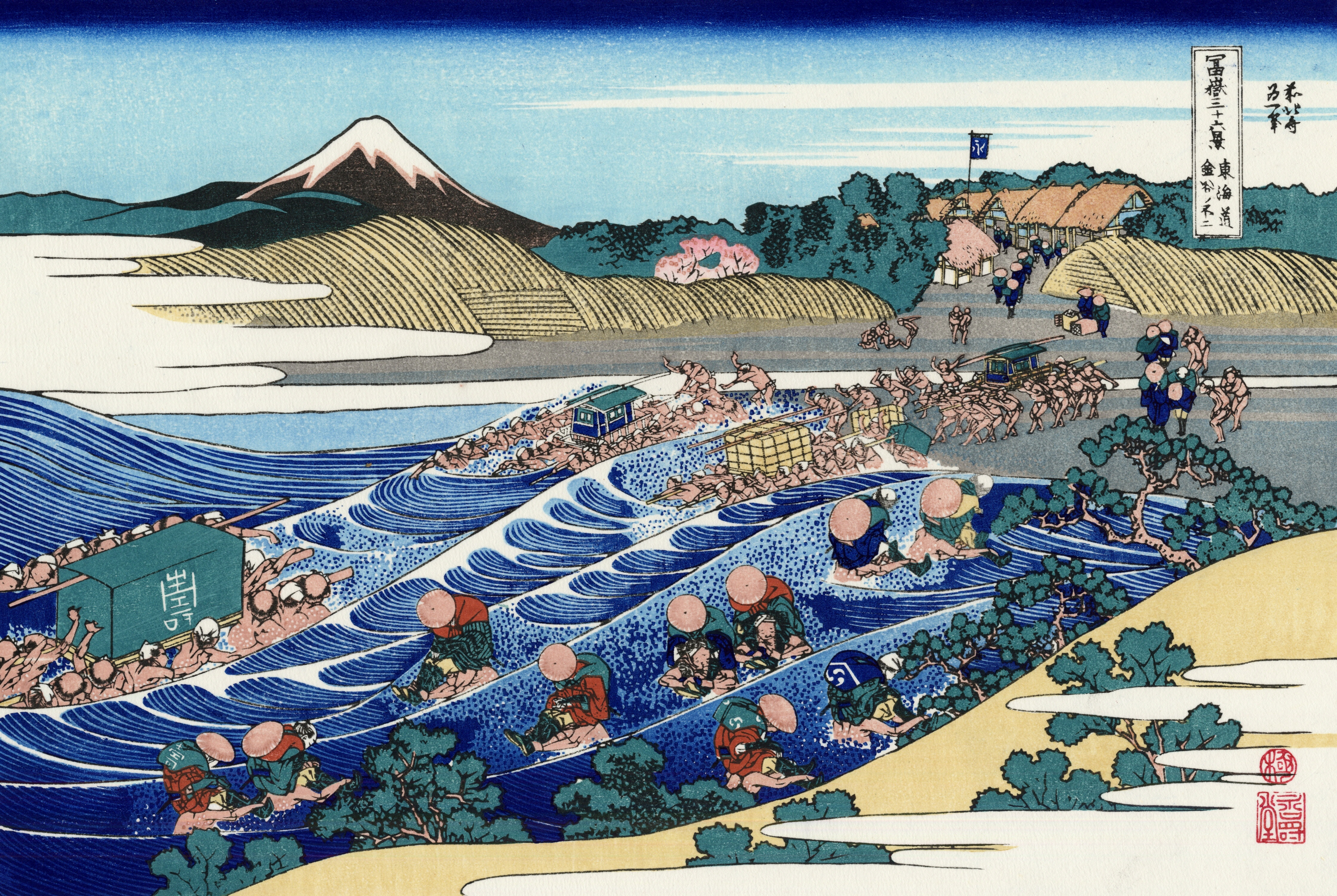
葛飾北斎『冨嶽三十六景』「東海道金谷ノ不二」(1830年代)

1696年（元禄9年）、幕府は川の両側に川会所を設け、渡渉制度の管理のために2名から4名の川庄屋を置いた。川会所は島田と金谷に設置され、それぞれ大井川を渡河する拠点の宿場町となり賑わった。川会所は江戸の道中奉行の直轄として、毎日川の深さを計測して江戸に飛脚で報告したほか、川越賃銭や渡河の順番の割り振りの運営にあたった。とりわけ洪水の際には川留めが行われた。水深四尺五寸(1.5 m)、人足の肩を超えると全面的に渡河禁止となった。川越人夫は島田に350人、金谷に350人が常時いた。大井川の川越人夫は雲助とは違い、藩府直参の下級官吏であったため、安定した職業でもあった。
大井川の治水については、信玄堤に代表される武田氏の「甲州流治水工法」のひとつである牛枠類（「聖牛」の名で呼ばれる）が知られており、これ以外にも、「出し」・「川倉」といった水制が各所で設けられた。ただしそれでも水害は後を絶たず、大井川下流の流域住民は舟形に屋敷を盛土して洪水に対処する「舟形屋敷」を建築した。現在でも焼津市大井川や藤枝市、島田市などに舟形屋敷が残存している。

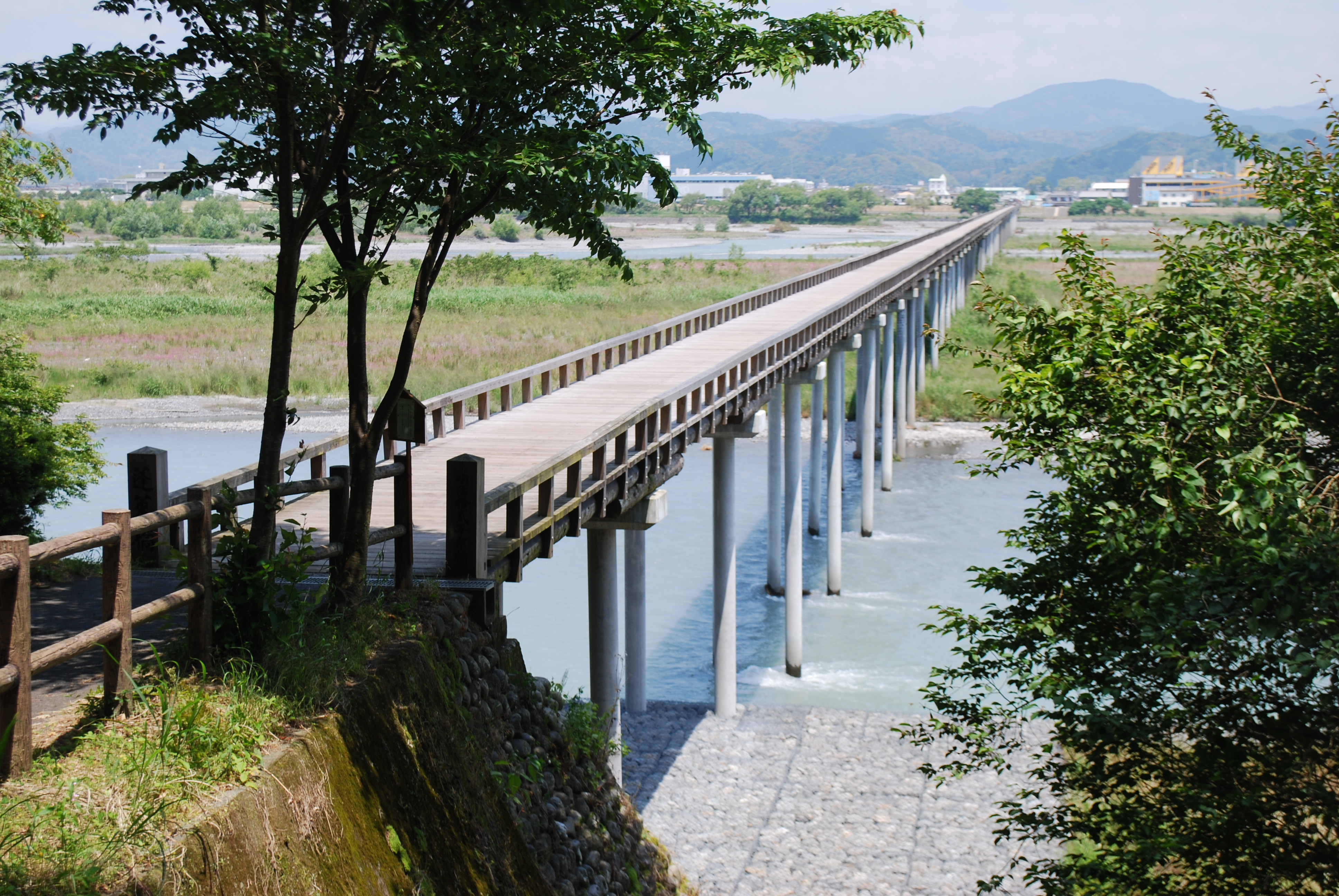
大井川に架かる橋

明治時代に入ると架橋が許され各所に橋が架けられるようになった。そのうち特に著名なのが蓬萊橋である。この橋は1879年（明治12年）に架橋され、木造歩道橋としては世界一の長さを誇り、ギネス世界記録にも認定されている。1898年（明治31年）に「河川施工規則」が施行されると大井川は内務省による直轄工事対象の河川になった。同年より高水敷の治水整備が内務省直轄事業として行われ、1902年（明治35年）には一応の完成を見た。

### 林業と川狩り
支流の寸又川流域の森林は、江戸時代、駿府城、浅間神社、江戸城本丸、寛永寺などの用材とするため大規模に切り出され、大井川を通じて材木の輸送が行われた。大井川は川幅が狭く筏が組めなかったためバラの木材を十数人一組の人足が巧みに輸送していた（川狩りという）。特に堰（鉄砲堰）で川の水をせき止めておき溜めた水と木材を一気に下流に流す方法を鉄砲出しという。
1958年（昭和33年）に井川林道が開通すると大規模な川狩りは行われなくなった。鉄砲出しは1967年（昭和42年）を最後に行われなくなった。

### 大井川水力発電史

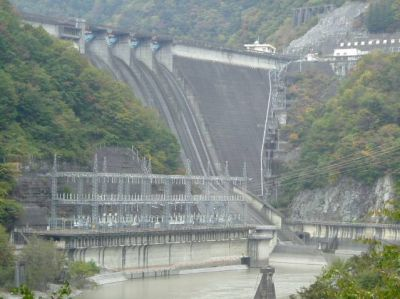
畑薙第一ダム
世界一の中空重力式コンクリートダム

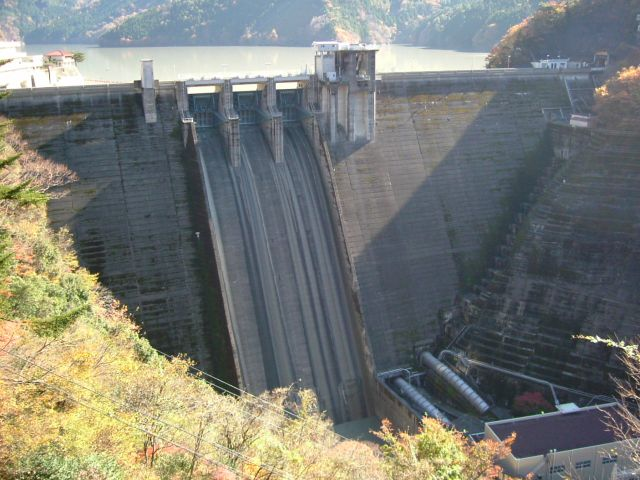
井川ダム
日本初の中空重力式コンクリートダム

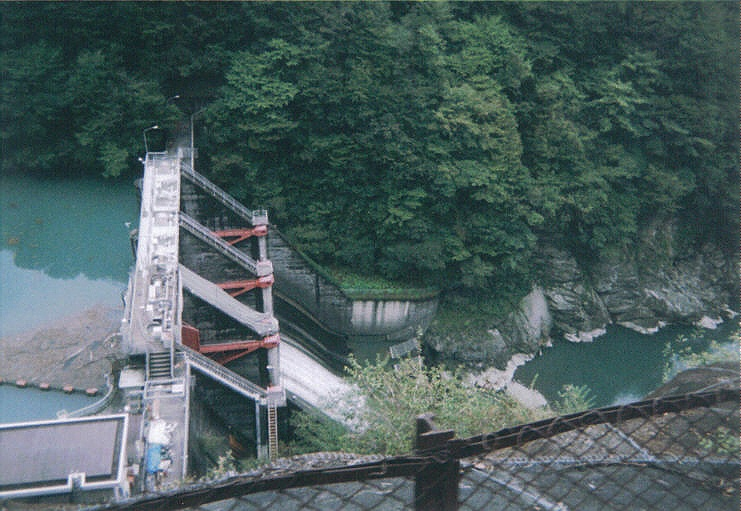
奥泉ダム
大井川鐵道井川線車中から撮影

大井川の河川開発において欠かすことができない歴史として、水力発電がある。
1902年日英同盟が成立し、日本とイギリスの関係はより親密になった。これを機にイギリス資本が日本経済にも影響を及ぼし始めた。大井川でも1906年（明治39年）に日英両国の民間資本による水力発電事業が計画された。この際「日英水力発電株式会社（日英水電）」の設立に向けて準備が行われたが、1911年（明治45年）にイギリス資本は撤退し、日本単独での事業となった。同年日英水電が設立され、大井川水系初の水力発電所として小山発電所（認可出力：1400 kW。現在は廃止され撤去）の運転が開始された。当時は木曽川や天竜川などで電源開発が盛んであり、より充実した電力事業を展開するために電力会社の合併が繰り返された。大井川水系関連では日英水電が1921年（大正10年）に早川電力に吸収合併され、その早川電力は1925年（大正14年）に東京電力（東邦電力傘下で現在の東京電力とは全く異なる）に合併し、さらに発展して大井川電力となった。
昭和に入ると大井川水系においてもダム式発電所による水力発電が行われるようになった。1927年（昭和2年）、大井川本川源流部に田代ダムが完成し、田代第一発電所（認可出力：6800 kW）・田代第二発電所（認可出力：21000 kW）が稼動した。この田代ダムは富士川水系早川の保利沢ダムへ導水をしており、大井川と富士川を跨いだ水力発電が行われた。続いて大井川水系の有力な支流である寸又川が富士電力によって開発され、1935年（昭和10年）最上流部に千頭ダムが完成したのを始め翌1936年（昭和11年）には寸又川ダムが完成した。因みに千頭ダムは戦前において大井川水系最大規模のダムであった。こうして大井川電力は大井川水系の電源開発を強力に推進したが、1938年（昭和13年）戦時体制が進行する中国家による電力統制を目的に「電力管理法」が施行され、これに伴い日本発送電（日発）が発足、全国の電力会社は強制的に吸収合併させられた。大井川電力や富士電力も例に漏れず、日発に吸収された。
敗戦後、深刻な電力不足を解消するために電源開発が国策として強力に進められた。日発は大井川に大規模なダム式発電所を建設し逼迫する電力需要に対処しようとした。当時静岡県は河川総合開発事業として「大井川総合開発計画」を推進しており、全国的に河川総合開発が進められている中で大井川でも総合開発の機運が高まった。1951年（昭和26年）連合国軍最高司令官総司令部GHQは過度経済力集中排除法の対象となっていた日発を分割・民営化させる電力事業再編令を施行し、大井川水系の発施設は中部電力に田代ダム以外の全てが継承された。そして日発の計画を引き続き推進し、井川地点と奥泉地点にダム式発電所の建設を計画した。
中電は海外技術顧問団(OCI)にダム技術に関する助言を得たが、この中で井川地点については日本初となる中空重力式コンクリートダムによる建設が計画された。初の試みであるため当時中空重力式の建設が盛んであったイタリアに関係者を派遣し、ダム建設に関する技術を学んだ。この経験を元に建設されたのが井川ダムであり1957年（昭和32年）に完成した。前年には直下流に奥泉ダムが完成していたが、当時全国的な大ダム建設時代に符合して大井川水系でもダムが多く建設され出した。中電は井川ダム上流の畑薙地点に自流混合式揚水発電所を建設する計画を立て、1961年（昭和36年）に畑薙第二ダム、1962年（昭和37年）には畑薙第一ダムが完成した。畑薙第一ダムは世界最大の中空重力式ダムであり、ダム内部に設けられた畑薙第一発電所は認可出力137,000 kWと大井川水系最大の出力を誇っている。
大井川水系の水力発電事業は峠を越え、その後は1990年（平成2年）に畑薙第一ダム上流で大井川に合流する沢川に赤石ダムが建設されたのが大井川における電力会社管理ダムの最後の例となった。大井川全体における全発電所の総認可出力は715,700 kWと純揚水発電所が無い河川では全国屈指である。近年では畑薙第二ダムの河川維持放流を利用した東河内発電所（認可出力：170 kW）が2001年（平成13年）に運転開始されている。

### 大井川鉄道の敷設

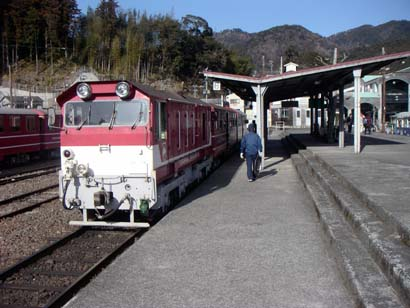
大井川鐵道・千頭駅、井川線ホームと列車

大井川の水力発電事業が進展するのに合わせて建設が行われたのが、後の大井川鉄道（現 大井川鐵道）の各路線である。
大井川電力が本格的にダム式発電所の建設を行う際に、資材を運搬するためのインフラ整備が必要となった。大井川は急流であり、上流は接岨峡や寸又峡のように険阻な峡谷が形成されている。このため、人力・馬力による大量輸送を行うことは不可能であり、鉄道による物資運搬が必要と判断された。
鉄道路線は、かつての東海道の宿場町であった金谷を基点として建設され、1927年、金谷駅から横岡駅（廃止）間6.5 kmが開通した。その後寸又川流域の電源開発計画が進行すると、合流点である千頭まで延伸する計画が立てられ、1931年（昭和6年）には金谷駅 - 千頭駅間39.5 kmが開通した。これにより、千頭ダムや寸又川ダム建設のための物資の輸送が鉄道により行われることとなった。また、ダム建設に伴う流木補償に鉄道が利用され、本来の建設物資輸送に加え木材輸送が加わった。さらに沿線住民の貴重な交通アクセスとしても利用され始めた。
戦後は、大井川鉄道として独立することとなったが、ダム建設のための物資輸送の役割は継続していた。1951年、井川ダム・奥泉ダムの建設事業の開始に伴って接岨峡を安全に輸送するための路線整備が図られ、千頭駅から井川までの延伸事業が開始された。1954年（昭和29年）に完成したこの路線が大井川鉄道井川線であり、これにより現在の金谷 - 井川間が全線開通した。
1957年の井川ダム完成以後は地域の重要な足として利用されることとなった。井川線は中部電力の所有、運営を大井川鉄道、となっている。
電源開発事業終了後は、地域の重要な足として利用されていたがモータリゼーションの発達は容赦なく経営を圧迫し、他のローカル線と同様に赤字路線に転落した。1969年（昭和44年）には大井川鉄道株式会社は名古屋鉄道の傘下となって経営再建に奔走したが、1972年（昭和47年）には赤字路線に対する国庫補助・欠損補助金対象路線にまで落魄した。このころより鉄道の廃止が検討されはじめたが、起死回生の一手として、1976年（昭和51年）、大井川鉄道株式会社は、前年全国的に廃止されたばかりの蒸気機関車 (SL) を金谷 - 千頭間に導入した。これは、廃止の淵に立たされた鉄道路線経営にとって大きな経済的効果を挙げ、SL目当ての客が多く利用し、大井川鉄道株式会社の経営は次第に回復することとなった。その結果、1978年（昭和53年）には路線の存続が正式に決定され、1980年（昭和55年）には欠損補助金の対象からも外されて経営再建を果たした。
1990年（平成2年）、井川線は再度廃止の危機に陥った。長島ダム建設に伴って、観光の目玉の一つであった接岨峡を通る井川線は水没することとなり、線路の付け替えをしなければ廃止となる状況となった。ただし、その付け替え後の線路では千頭から接岨峡の勾配が急になってしまい、そのままでは運転ができない状態であった。これに対し、大井川鉄道株式会社は、アプト式鉄道を導入した。上記の問題を、アプトいちしろ駅で電気機関車を連結して長島ダム駅まで急勾配の坂を昇降することで解決したのである。このアプト式鉄道の導入は、信越本線横川駅 - 軽井沢駅間・碓氷峠のアプト式鉄道が1963年（昭和38年）に廃止されて以来の「復活」であることから、さらなる注目を集めた。
このように、大井川鉄道は、近代鉄道が捨てたものを拾うことで独自の存在感を示しており、人気を博している。なお、井川線は赤字であるが、中部電力の補助金によって赤字を相殺している。

### 大井川用水事業

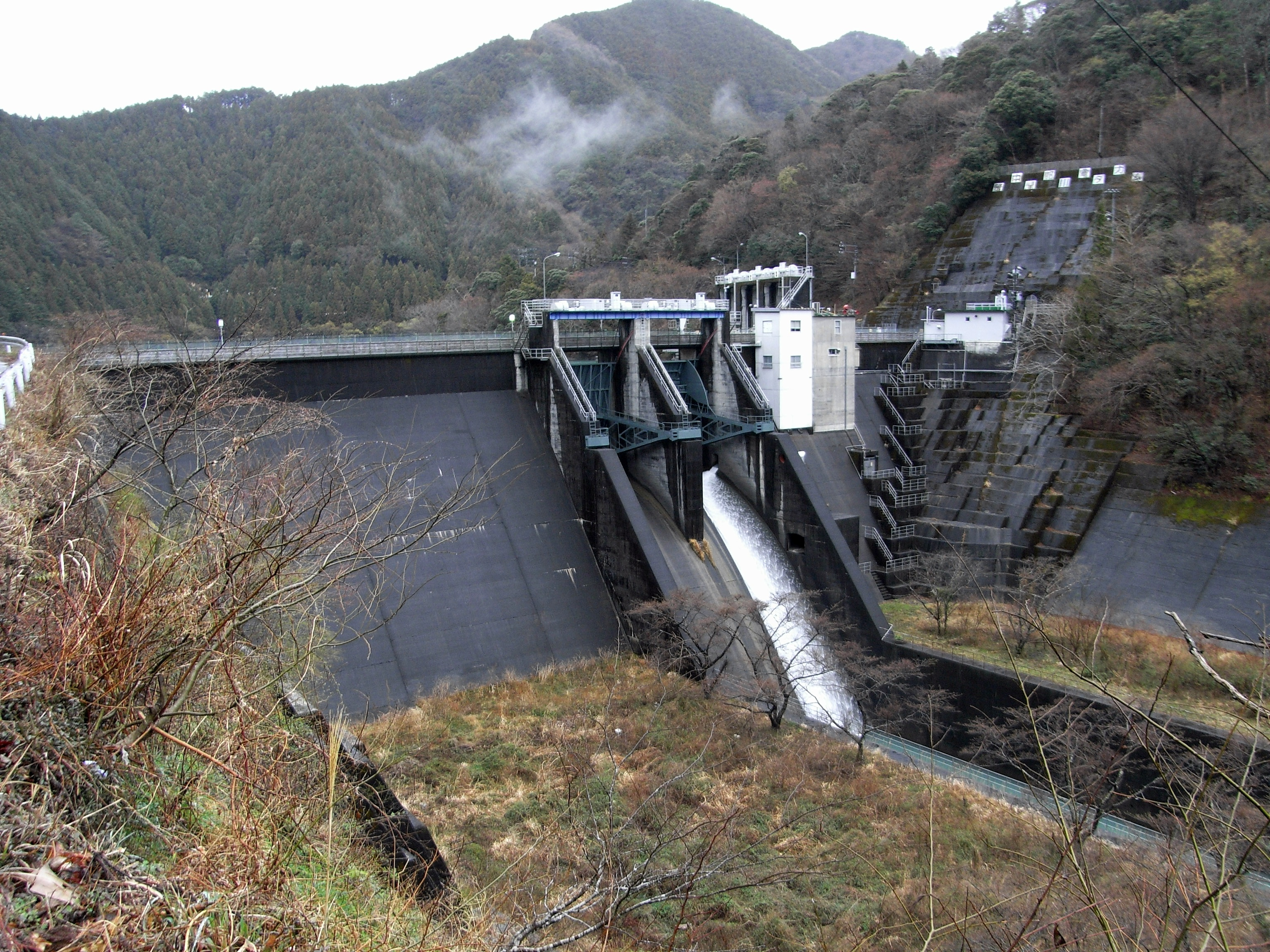
川口発電所の取水源
笹間川ダム（笹間川）

敗戦後逼迫していたのは電力需要ばかりではなく、食糧需要も逼迫していた。寧ろ食糧事情は極めて劣悪な状態であり、放置すれば治安にも重大な支障を及ぼしかねなかった。このため早期の農地開拓は何よりも重要な施策であり、農林省（現・農林水産省）は大規模かつ広範囲の新規農地開墾を図るための総合開発事業を計画した。
1947年（昭和22年）、農林省は「国営農業水利事業」を展開した。農業用ダムを河川に建設して水源とし、下流に建設した頭首工より取水した水を用水路に導水して農地を灌漑し、農作物の増産を図ろうとするものである。農林省は加古川、野洲川、九頭竜川そして大井川の4水系・河川を国営農業水利事業の対象河川として指定し、大規模な灌漑事業を展開した。この「国営大井川農業水利事業」は大井川両岸の農地に対して農業用水を供給することが目的である。中部電力が管理する笹間川ダムを取水源とする水力発電所・川口発電所を利用し、発電所に付設された川口取水口を水源としている。ここで取水された水は大井川水路橋を通じて島田市にある神座分水工で大井川左岸幹線と大井川右岸幹線に分かれる。
大井川左岸幹線は赤松幹線・向谷幹線・志太榛幹線・榛原幹線・瀬戸川幹線の5本の幹線用水路に分岐され、さらにそれぞれの幹線水路から支線用水路に細分化される。焼津市・藤枝市・島田市・牧之原市・榛原郡吉田町が供給対象である。一方大井川右岸幹線はけ神座分水工から小笠幹線が分岐し、その後掛川幹線・菊川幹線・菊川右岸幹線・菊川左岸幹線の4本の幹線用水路に分岐され、さらにそれぞれの支線用水路へ分岐される。右岸用水は菊川水系を介した利用がされており、菊川本川に菊川頭首工を建設して用水補給を行っている。供給対象は掛川市・袋井市・菊川市・御前崎市である。この両用水によって11,588haの農地が恩恵を蒙ることとなり、大井川用水は1968年（昭和43年）に完成した。
大井川用水は本来目的の農業用水供給の他、防火用水や環境維持用水、そして親水目的にも利用されているが、高度経済成長以後の急速な人口増加に伴って上水道需要も逼迫するようになった。このため静岡県大井川広域水道事業団は大井川用水を利用した上水道供給を行い、さらに工業用水道も大井川用水に求めるようになった。だが農業用水の他目的への転用は禁止されており、2006年（平成18年）を目処とした転用手続きが現在進められている。また用水施設の老朽化に伴う漏水などが目立つようになり、1999年（平成11年）に農林水産省は静岡県と共同で「国営大井川用水農業水利事業」を施工し、2017年（平成29年）に完了した。

### 戦後の治水

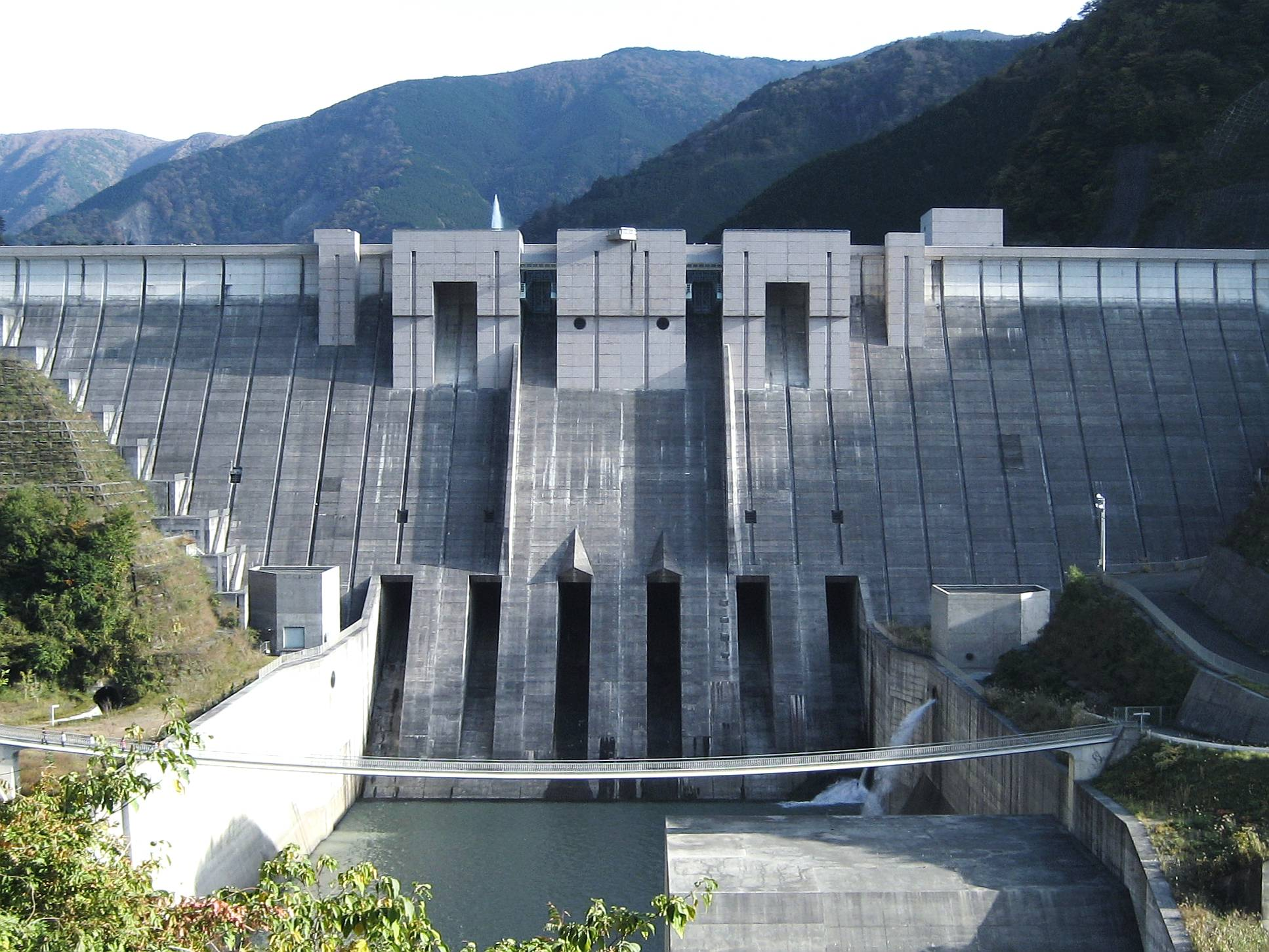
長島ダム
大井川水系唯一の多目的ダム

大井川の治水は山内一豊による「一豊堤」以降、主な河川改修は堤防建設・改修を中心とした高水敷改修が主流であった。戦後もその傾向は変わらなかったが1954年9月の洪水を機に本格的な改修が求められ、河口の駿河湾から島田市神座・神尾地点までの24.9 km区間が旧河川法による指定区間に指定され、建設省（現・国土交通省）による直轄管理の対象とされた。1967年（昭和42年）5月には新河川法の制定に伴って大井川は一級水系に指定され、水系一貫の治水計画が行われることとなった。
これによって1974年（昭和49年）3月に「大井川水系工事実施基本計画」が策定された。しかし、同年7月7日の七夕豪雨によって静岡県内には甚大な被害が生じ、大井川水系も大きな被害を受けた。このため建設省は根本的な河川改修として多目的ダムによる洪水調節が必要であると方針を固め、「大井川水系工事実施基本計画」が改訂された。その結果、大井川上流から中流域の治水について、1971年（昭和46年）より予備調査が進められていた榛原郡本川根町（現・川根本町）長島地点のダム計画が正式な事業として進められることとなった。これが大井川水系唯一の多目的ダム・長島ダムである。しかし、当時は後述するダムによる大井川の河水枯渇が問題化しており、ダム建設には水没地区の住民による反対があったほか、下流住民からも懐疑的な意見が多かった。建設省は水源地域対策特別措置法の指定や流水復活のための電力会社と地元の仲介を積極的に行う等して事業への理解を求め、計画発表から28年後の2000年（平成12年）に長島ダムは完成した。ダムの完成により、大井川の治水はもとより大井川用水の水源として上水道・農業用水・工業用水の供給が行われ、地域の水がめとして重要な役割を担っている。また、長島ダムは新たな観光地として多くの観光客を集めている。
一方大井川下流から河口については、東海地震による津波対策が行われている。大井川流域は「東海地震に関する地震防災対策強化地域」に指定されているほか、東海地震と連動して発生するといわれている東南海地震の被害も予測されており「東南海・南海地震防災対策推進地域」にも指定されている。このように地震に対して対策が行われているのは、地震による津波被害は駿河湾沿岸に集中するが、大井川を遡上した津波による内陸部への被害も警戒されているためである。特に河川を遡上する津波は1964年（昭和39年）の新潟地震による信濃川、2003年（平成15年）の十勝沖地震による十勝川、2011年（平成23年）の東日本大震災における北上川などで確認されているため、こうした津波被害を回避するための堤防補強などの対策も現在実施されている。
こうした総合的な治水対策を推進するため、現在「大井川水系工事実施基本計画」に替わる新しい大井川治水計画、「大井川水系河川整備計画」が現在策定されている最中である。

## 大井川・再生への苦難

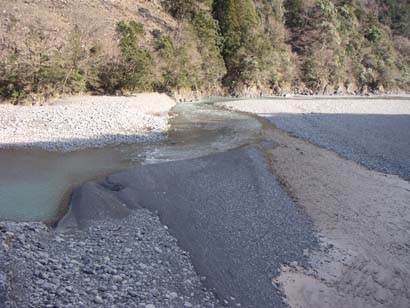
寸又川の合流地点。手前が寸又川。
左から右奧に大井川。
大井川鐵道井川線車窓より。

前述のように大井川は水力発電や灌漑による高度な水利用が実施され、流域のみならず流域外の県内、さらには他県へも大きな貢献をしている。だが、その代償として大きな問題となったのが大井川の流水減少・流水途絶である。

### 無残な大井川

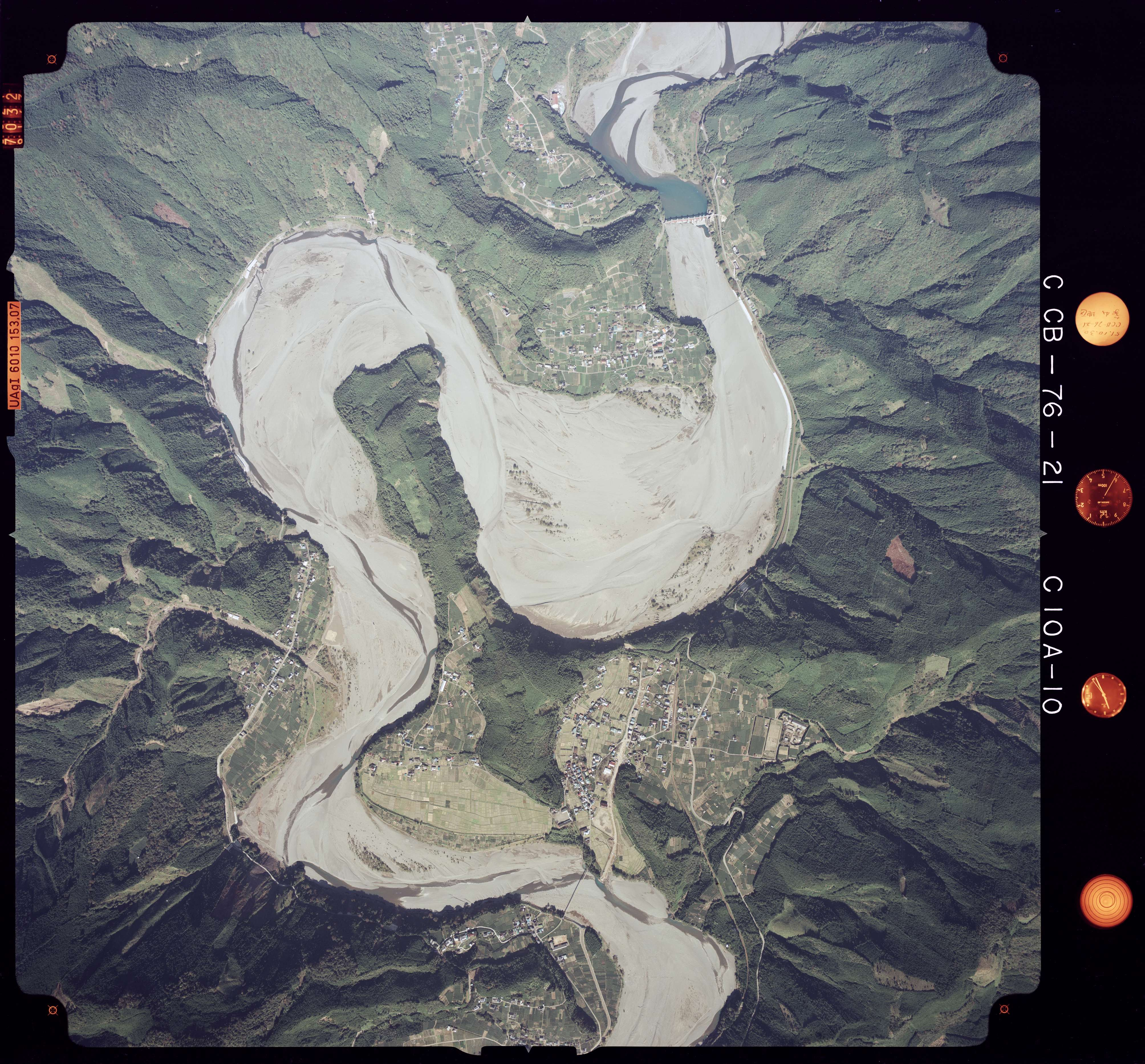
1976年10月の塩郷ダムと下流

1960年代までに大井川水系は大井川本川上流より田代・畑薙第一・畑薙第二・井川・奥泉・大井川・塩郷といったダム・小堰堤が連なり、支流には千頭・大間・寸又川（寸又川）、笹間川（笹間川）、境川（境川）の各ダムが建設され、これらのダムや小堰堤より発電用の水が一斉に取水される。さらに下流では大井川用水に利用するため川口発電所で放水された水が再度取水されて各所に供給される。こうした多数の箇所からの取水によってかつて豊富な水量を誇った大井川の水は山中を通る送水管に大部分の水が流れ、大井川に直接放流される水は極端に少なくなった。このため次第に弊害が現れた。
問題が表面化したのは1961年の塩郷ダム完成からである。塩郷ダムで大井川の流水がことごとく取水されることにより、ダムより下流の大井川は全く流水が途絶した。この付近は「鵜山の七曲り」と呼ばれた景勝地であり、水量が豊富な際は豪快な風景が楽しめたが塩郷ダム建設以後は下流20 km区間が全くの無水区間となって、漁業を始めとする河川生態系に深刻なダメージを与えた。「箱根八里は馬でも越すが、越すに越されぬ大井川」と謳われ、往時は平均水深76 cmあったといわれる大井川の面影は全く無くなり、あるのは延々と続く「賽の河原」であった。川原からは風が吹くと砂が舞い上がって家の窓から吹き込み、人々はこれを「川原砂漠」と呼んだ。また、生態系の変化により茶の害虫が増加し、砂が上流から運ばれなくなったことによる海岸線の侵食などの被害が生じた。この惨状に流域住民は「大井川の清流を元に戻せ」と声高に訴えるようになった。大井川の「水返せ運動」の始まりである。
1975年（昭和50年）大井川の発電用水利権が期限更新となった。この時河川管理者である静岡県は塩郷ダムを管理する中部電力、田代ダムを管理する東京電力に対し、大井川の無水区間を解消するために毎秒2トンの水利権を返還するように両電力会社に要求、交渉を行った。だが中部電力と東京電力の両者は静岡県の水利権返還要求を拒絶した。電力会社の立場からすれば、水力発電所における水はまさに生命線であり、水量を減少させることは発電能力を減衰させることに繋がり、それは単純に営業利益の減少に直結するため、当然承諾できる要求ではなかったのである。

### 住民の反発と中電の対応

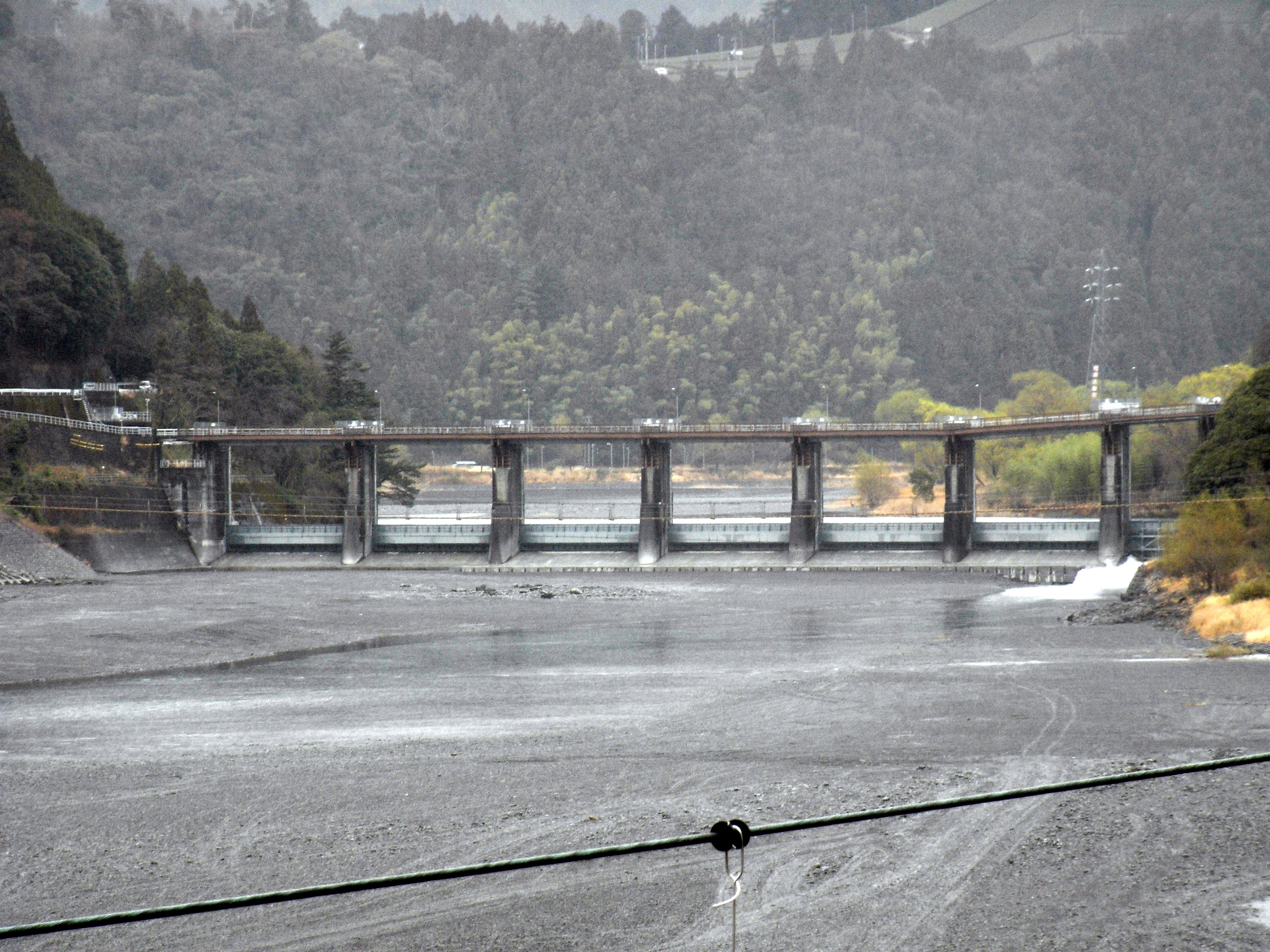
河川維持放流を行う塩郷ダム

1976年（昭和51年）に塩郷ダムより暫定的な放流が実施されてはいたが、結局これ以降も無水区間の解消には至らず、当時計画中であった長島ダムの事業進捗にも影響を及ぼした。長島ダムは多目的ダムであり、河川維持放流を行うことは目的の一つであるため本来は河川環境の改善にプラスに働くのであるが、ダムに対する不信を募らせていた地元住民は長島ダムにも反対の姿勢を見せた。そして頑なに水利権返還を拒否する電力会社に対する不満が次第に表面化していった。
そして塩郷ダムの次回水利権更新である1986年（昭和61年）が近づくに連れ、住民の「水返せ運動」は次第に熱を帯びていく。本川根町・中川根町・川根町の3町（当時）で作る川根地域振興協議会は静岡県に対し「大井川流域保全に関する陳情書」を提出し、水利権更新時の大井川無水区間解消を強く要望した。3町の住民は水利権返還を拒絶する中部電力に対して圧力を掛けるため1988年（昭和63年）1月に「大井川環境改善決起大会」を開催、800名の住民が参加し悲願達成を誓った。さらに3月には300人の住民が水の全く無い塩郷ダム直下流に集結し、「水」の人文字を作って中部電力に対し意思表示を行った。
当時の静岡県知事・斉藤滋与史はこうした住民の直接行動を受け中部電力に水利権の一部返還を迫った。中部電力も住民との対立は企業イメージへの深刻な打撃を与えることを危惧し、4月に塩郷ダムより毎秒3トン、大井川ダムより毎秒1トン、寸又川のダム群より毎秒0.6 - 0.7トンの河川維持放流を行うことを表明、大井川に25年ぶりの流水が復活した。だが住民の納得する流水回復ではなく、12月には協議会が再度要望書を知事に提出、「毎秒5トン・更新期間10年に短縮」という要求を行い1989年（平成元年）2月には大井川河川敷で1,000人が集まり決起大会を開催した。これを見た中部電力は遂に住民の要求に従うことになり、建設省との水利権更新において「通年放流量毎秒3トン、農繁期放流量毎秒5トン」の水利権返還を表明した。ただし水利権更新については30年更新で建設省に申請することとなり、静岡県もこれに同意した。
こうして塩郷ダムより毎秒5トンの水が放流されるようになり、完全に水が無かった大井川は遂に流水が復活した。斎藤知事はこの心境を「桜花 五トンの流れ 照り映えて 大いなる川 よみがえりたり」の短歌に認めた。この句は後に石碑となり、現在は塩郷ダム直下流の大井川親水公園内に建立されている。塩郷ダムの問題は解決したが、未だ最上流部の田代ダムの水利権返還は東京電力の拒否にあい解決されていなかった。

### 根本的な解決に向けて

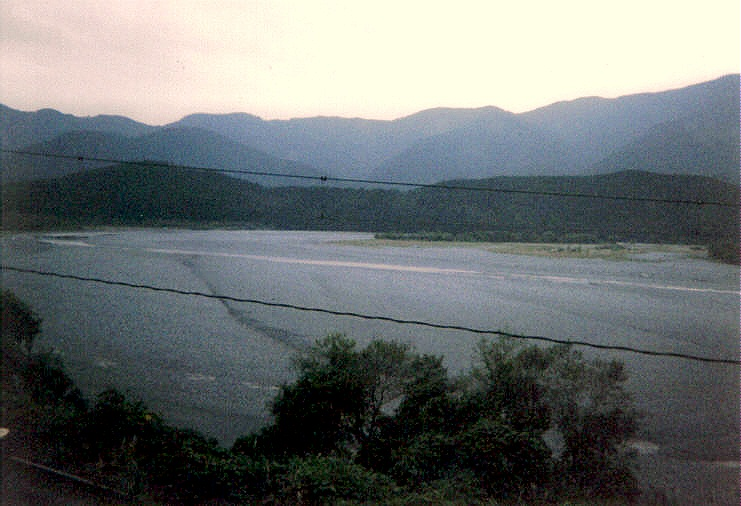
塩郷ダム直下流の大井川
圧倒的に河原が広い

2005年（平成17年）、田代ダムの水利権更新が迫り流域自治体は発電用水利権の一部返還を求めた。田代ダムは富士川水系の早川に導水を行うため、山梨県も絡んだ広範囲な問題となり、電力会社と自治体だけの問題ではなくなった。このため国土交通省・静岡県・山梨県・大井川流域自治体（静岡市・川根本町・川根町）及び東京電力の5者による「大井川水利流量調整協議会」が結成され、田代ダムの水利権問題に対処することとなった。
塩郷ダムの水利権返還以後、河川開発を巡る周辺環境は激変し、河川環境に対する厳しい国民の視線が注がれるようになった。こうした風潮は1997年（平成9年）の河川法改正に影響を及ぼし、「河川環境の維持」が河川管理の重要な目標に挙げられた。この中で全ての電力会社管理ダムに対して河川維持放流の義務化が明記され、全国の電力会社は発電用ダムに放流バルブを設置して維持放流を実施した。この結果信濃川の西大滝ダム・宮中取水ダムのようにサケが戻りだした例も報告されだした。
東京電力は河川維持放流のための水利権一部返還に合意。流量についての交渉が行われた。だが地元自治体の納得できるだけの放流量ではなく、交渉は不調に終わった。このため大井川流域の住民は2万人の署名を集めて放流量の上乗せを要求、決起大会を開いて譲歩を迫った。これに対し東京電力は毎秒0.43 - 1.49トンの放流、水利権の10年更新で再度呈示、流域自治体も納得して11月28日に交渉は妥結した。2006年より田代ダムより毎秒0.43トンの試験放流が実施されており、中部電力管理5ダム（畑薙第一・畑薙第二・井川・奥泉・大井川）及び長島ダムと連携して0.43トンの連携上積み放流を現在検討している。
こうして大井川の「水返せ運動」は塩郷ダム完成より45年経過し、大井川の無水区間は解消し流水は復活した。だが「川原砂漠」が完全に解消されたわけではなく、かつての大井川復活にはまだ道半ばである。

### リニア中央新幹線工事の影響
東海旅客鉄道（JR東海）が進めるリニア中央新幹線の南アルプストンネル工事により、大井川上流の流量が最大毎秒2トン減少すると予測されている。JR東海はこの予測の前提として、「地下水が岩盤の隙間からトンネル内に湧水として排出される」とした上で、環境保全措置としてNATM工法の採用を挙げ、「覆工コンクリートと地山の間に空隙が出来ないため、トンネル内への地下水の湧出が少ないと考えられる」「河川流量の減少量を少なくできると考えている」とした。さらに、延長約12 kmの導水路トンネルを大井川右岸に建設することで、トンネル内の湧水を静岡市北部の椹島（）地区で大井川に合流させ、水量減少を毎秒0.7トンに抑える方針を示している。残りの湧水に関しても、必要に応じて導水路トンネルへのポンプアップすることで減少を回避することができるとしている。

## 主な支流
一級河川のみを下流側から順に記載する。
| 河川                  | よみ                      | 次数    | 管理者                 | 主な経過地                                        | 河川延長 （km）          | 備考 |
| --------------------- | ------------------------- | ------- | ---------------------- | ------------------------------------------------- | ------------------------ | ---- |
| 大井川                | おおいがわ                | 本川    | 中部地方整備局 静岡県  | 吉田町、焼津市、藤枝市、 島田市、川根本町、静岡市 | 168.29 （うち直轄24.82） |      |
| 大津谷川              | おおつやがわ              | 1次支川 | 静岡県 島田市          | 藤枝市、島田市                                    | 3.85                     |      |
| 伊太谷川              | いたやがわ                | 2次支川 | 静岡県 島田市          | 島田市                                            | 5.7                      |      |
| 尾川                  | おがわ                    | 2次支川 | 静岡県 島田市          | 島田市                                            | 1.4                      |      |
| 大代川                | おおじろがわ              | 1次支川 | 静岡県                 | 島田市                                            | 11.74                    |      |
| 新堀川                | しんぼりがわ              | 2次支川 | 静岡県                 | 島田市                                            | 0.91                     |      |
| 清水川 孫九郎川       | しみずがわ まごくろうがわ | 2次支川 | 静岡県 島田市          | 島田市                                            | 0.4                      |      |
| 童子沢川              | わっぱざがわがわ          | 2次支川 | 静岡県                 | 島田市                                            | 1.39                     |      |
| 相賀谷川              | おおかやがわ              | 1次支川 | 静岡県 島田市          | 島田市                                            | 5                        |      |
| 伊久美川              | いくみがわ                | 1次支川 | 静岡県                 | 島田市                                            | 13.76                    |      |
| 大久保川              | おおくぼがわ              | 2次支川 | 静岡県 藤枝市          | 島田市、藤枝市                                    | 4.5                      |      |
| 福用川                | ふくようがわ              | 1次支川 | 静岡県                 | 島田市                                            | 1.18                     |      |
| 白光川                | はっこうがわ              | 1次支川 | 静岡県                 | 島田市                                            | 1.38                     |      |
| 身成川                | みなりがわ                | 1次支川 | 静岡県                 | 島田市                                            | 3.7                      |      |
| 家山川                | いえやまがわ              | 1次支川 | 静岡県                 | 島田市                                            | 5.64                     |      |
| 切山川                | きりやまがわ              | 2次支川 | 静岡県                 | 島田市                                            | 1.65                     |      |
| 笹間川 幡住川         | ささまがわ はたすみがわ   | 1次支川 | 静岡県 島田市 川根本町 | 島田市、川根本町                                  | 15.5                     |      |
| 川根境川              | かわねさかいがわ          | 1次支川 | 静岡県                 | 川根本町                                          | 3                        |      |
| 下泉河内川            | しもいずみこうちがわ      | 1次支川 | 静岡県                 | 川根本町                                          | 1.8                      |      |
| 中津川                | なかつがわ                | 1次支川 | 静岡県                 | 川根本町                                          | 0.7                      |      |
| 川根長尾川            | かわねながおがわ          | 1次支川 | 静岡県                 | 川根本町                                          | 2                        |      |
| 水川川                | みずかわがわ              | 1次支川 | 静岡県                 | 川根本町                                          | 1.1                      |      |
| 榛原川                | はいばらがわ              | 1次支川 | 静岡県                 | 川根本町                                          | 1                        |      |
| 小長井河内川          | こながいこうちがわ        | 1次支川 | 静岡県                 | 川根本町                                          | 3.2                      |      |
| 寸又川                | すまたがわ                | 1次支川 | 静岡県                 | 川根本町                                          | 16.57                    |      |
| 横沢川                | よこざわがわ              | 2次支川 | 静岡県                 | 川根本町                                          | 2.2                      |      |
| 栗代川                | くりしろがわ              | 2次支川 | 静岡県                 | 川根本町                                          | 4.5                      |      |
| 大間川                | おおまがわ                | 2次支川 | 静岡県                 | 川根本町                                          | 4.4                      |      |
| 湯沢                  | ゆざわ                    | 3次支川 | 静岡県                 | 川根本町                                          | 0.3                      |      |
| 奥湯沢                | おくゆざわ                | 3次支川 | 静岡県                 | 川根本町                                          | 0.3                      |      |
| 平野川                | ひらのがわ                | 2次支川 | 静岡県                 | 川根本町                                          | 0.3                      |      |
| 関ノ沢川 （関の沢川） | せきのさわがわ            | 1次支川 | 中部地方整備局 静岡県  | 川根本町、静岡市                                  | 3 （うち直轄1）          |      |
| 井川西山沢川          | いかわにしやまざわがわ    | 1次支川 | 静岡県                 | 静岡市                                            | 1.2                      |      |
| 東河内川              | ひがしこうちがわ          | 1次支川 | 静岡県                 | 静岡市                                            | 2.5                      |      |
| 明神川                | みょうじんがわ            | 1次支川 | 静岡県                 | 静岡市                                            | 1.5                      |      |
| 赤石沢川              | あかいしさわがわ          | 1次支川 | 静岡県                 | 静岡市                                            | 7.2                      |      |
| 井川聖沢川            | いかわせいざわがわ        | 2次支川 | 静岡県                 | 静岡市                                            | 4.2                      |      |
| 奥西河内川            | おくにしかわちがわ        | 1次支川 | 静岡県                 | 静岡市                                            | 4.31                     |      |
| 西俣川                | にしまたがわ              | 1次支川 | 静岡県                 | 静岡市                                            | 7.35                     |      |

その他で特筆すべき関連河川
- 栃山川 - 二級水系の本川。古代の大井川の流路に相当する。明治時代の改修によって、栃山川の下流部は大井川水系の一級河川「大津谷川」となっている。

## 河川施設
大井川水系における河川施設は、そのほとんどが水力発電を目的とするものである。大井川本川だけでも6か所の電力会社管理ダムがあり、この他に塩郷ダムなどの小堰堤が点在する。寸又川や笹間川など主要な支流にもダムや小堰堤が建設されており、高度な水利用が行われた反面大井川の環境を損ねた。一方、多目的ダムは長島ダム、治水ダムでは平常時には全く水を貯水しない「穴あきダム」の大代川防災ダムがある。洪水調節機能を有するダムはこの2基しかない。なお、現在施工中の河川施設は無い。
特色としては、日本で13基しか存在しない中空重力式コンクリートダムが3基、しかも連続して建設されていることである。日本初の井川ダムや世界最大の畑薙第一ダム、マイクロ水力発電施設を備えた畑薙第二ダムがそれであり、日本のダムの歴史において欠くことのできない河川でもある。

### 河川施設一覧
| 一次支川名 （本川） | 二次支川名 | 三次支川名 | ダム名       | 堤高 (m) | 総貯水容量 （千m3） | 型式       | 事業者     | 備考       |
| ------------------- | ---------- | ---------- | ------------ | -------- | ------------------- | ---------- | ---------- | ---------- |
| 大井川              | －         | －         | 田代ダム     | 017.3    | 220                 | 重力式     | 東京電力   |            |
| 大井川              | －         | －         | 畑薙第一ダム | 125.0    | 107,400             | 中空重力式 | 中部電力   |            |
| 大井川              | －         | －         | 畑薙第二ダム | 069.0    | 11,400              | 中空重力式 | 中部電力   |            |
| 大井川              | －         | －         | 井川ダム     | 103.6    | 150,000             | 中空重力式 | 中部電力   |            |
| 大井川              | －         | －         | 奥泉ダム     | 044.5    | 3,150               | 重力式     | 中部電力   |            |
| 大井川              | －         | －         | 長島ダム     | 109.0    | 78,000              | 重力式     | 国土交通省 |            |
| 大井川              | －         | －         | 大井川ダム   | 033.5    | 788                 | 重力式     | 中部電力   |            |
| 大井川              | －         | －         | 塩郷ダム     | －       | －                  | 重力式     | 中部電力   | 小堰堤     |
| 赤石沢川            | －         | －         | 赤石ダム     | 058.0    | 3,090               | 重力式     | 中部電力   |            |
| 寸又川              | －         | －         | 千頭ダム     | 064.0    | 4,950               | 重力式     | 中部電力   |            |
| 寸又川              | －         | －         | 大間ダム     | 046.1    | 1,519               | 重力式     | 中部電力   |            |
| 寸又川              | －         | －         | 寸又川ダム   | 034.8    | 987                 | 重力式     | 中部電力   |            |
| 境川                | －         | －         | 境川ダム     | 034.2    | 1,173               | 重力式     | 中部電力   |            |
| 笹間川              | －         | －         | 笹間川ダム   | 046.4    | 6,340               | 重力式     | 中部電力   |            |
| 大代川              | －         | －         | 大代川ダム   | 043.0    | 621                 | 重力式     | 静岡県     | 穴あきダム |